# Sabnie (gmina)
Pour les articles homonymes, voir Sabnie.
Sabnie est une gmina rurale du powiat de Sokołów, Mazovie, dans le centre-est de la Pologne.
Son siège administratif (chef-lieu) est le village de Sabnie, qui se situe environ 13 km au nord de Sokołów Podlaski (siège de la powiat) et 95 km à l'est de Varsovie (capitale de la Pologne).
La gmina couvre une superficie de 107,92 km2 pour une population de 3 941 habitants en 2006.

## Géographie
La gmina inclut les villages et localités de :

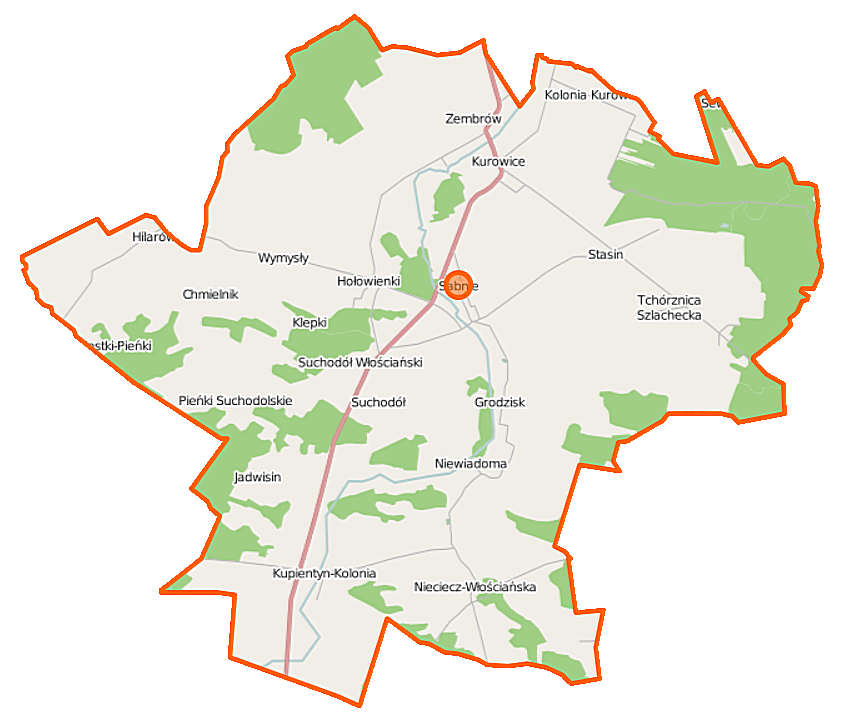
Plan de la gmina

- Chmielnik
- Grodzisk
- Hilarów
- Hołowienki
- Jadwisin
- Klepki
- Kolonia Hołowienki
- Kolonia Kurowice
- Kostki-Pieńki
- Kupientyn
- Kupientyn-Kolonia
- Kurowice
- Nieciecz Włościańska
- Nieciecz-Dwór
- Niewiadoma
- Pieńki Suchodolskie
- Sabnie
- Stasin
- Suchodół Szlachecki
- Suchodół Włościański
- Tchórznica Szlachecka
- Tchórznica Włościańska
- Wymysły
- Zembrów

### Gminy voisines
La gmina de Sabnie est voisine des gminy suivantes :
- Jabłonna Lacka
- Kosów Lacki
- Repki
- Sokołów Podlaski
- Sterdyń

## Structure du terrain
D'après les données de 2002, la superficie de la commune de Sabnie est de 107,92 km2, répartis comme telle :
- terres agricoles : 74%
- forêts : 21%

La commune représente 9,54% de la superficie du powiat.

## Démographie
Données du 30 juin 2004 :
| Description        | Total  | Total | Femmes | Femmes | Hommes | Hommes |
| ------------------ | ------ | ----- | ------ | ------ | ------ | ------ |
| Unité              | Nombre | %     | Nombre | %      | Nombre | %      |
| Population         | 4 040  | 100   | 2 011  | 49,8   | 2 029  | 50,2   |
| Densité (hab./km²) | 37,4   | 37,4  | 18,6   | 18,6   | 18,8   | 18,8   |